# Ulstrup (Hundborg Sogn)
 For alternative betydninger, se Ulstrup. (Se også artikler, som begynder med Ulstrup)
Ulstrup er en herregård beliggende i Hundborg Sogn i det tidligere Hundborg Herred, nu Thisted Kommune. Ulstrup kendes tilbage til 1453 som Wlstrup, hvor dej ejedes af Jens Lauridsen Bagge. I 1769 har den en trefløjet borggård i bindingsværk.
Den seneste hovedbygning blev opført efter en brand i 1818. Den var i en etage med høj kælder. Hovedbygningen blev revet ned i 2019.
|  | Denne artikel om en bygning eller et bygningsværk kan blive bedre, hvis der indsættes et (bedre) billede. Du kan hjælpe ved at afsøge Wikimedia Commons for et passende billede eller lægge et op på Wikimedia Commons med en af de tilladte licenser og indsætte det i artiklen. |

56°54′28″N 8°29′55″Ø / 56.90778°N 8.49861°Ø